# Арвада (Вајоминг)
Арвада (енгл. Arvada) насељено је место без административног статуса у америчкој савезној држави Вајоминг.

## Демографија
По попису из 2010. године број становника је 43, што је 10 (30,3%) становника више него 2000. године.
| Група             | 2000.      | 2010.      |
| Белци             | 28 (84,8%) | 42 (97,7%) |
| Афроамериканци    | 0 (0,0%)   | 1 (2,3%)   |
| Азијати           | 0 (0,0%)   | 0 (0,0%)   |
| Хиспаноамериканци | 0 (0,0%)   | 1 (2,3%)   |
| Укупно            | 33         | 43         |